# Nagytőke, Csongrád
Nagytőke  este un sat în districtul Szentes, județul Csongrád, Ungaria, având o populație de 443 de locuitori (2011). 

## Demografie
Componența etnică a satului Nagytőke
     Maghiari (99,02%)
     Necunoscut (0,98%)
     Alții (0,98%)
Componența confesională a satului Nagytőke
     Fără religie (19,86%)
     Romano-catolici (18,74%)
     Reformați (18,51%)
     Necunoscută (42,21%)
     Atei (0,68%)
     Alte religii (1,13%)
Conform recensământului din 2011, satul Nagytőke avea 443 de locuitori. Din punct de vedere etnic, majoritatea locuitorilor (99,02%) erau maghiari. Apartenența etnică nu este cunoscută în cazul a 0,98% din locuitori. Nu există o religie majoritară, locuitorii fiind persoane fără religie (19,86%), romano-catolici (18,74%) și reformați (18,51%). Pentru 42,21% din locuitori nu este cunoscută apartenența confesională.